# Lijst van beschermd erfgoed in Philippeville
Onderstaande tabel geeft een overzicht van de beschermde erfgoederen in de gemeente Philippeville. Het beschermd erfgoed maakt deel uit van het cultureel erfgoed in België.
| Object | Bouwjaar/architect | Deelgemeente | Adres                                              | Coördinaten                   | Nummer?                | Afbeelding |
| --- | ------------------ | ------------ | -------------------------------------------------- | ----------------------------- | ---------------------- | --- |
| Kerk Saint-Philippe |                    |              |                                                    | 50° 11' 46" NB, 4° 32' 43" OL | 93056-CLT-0001-01 Info | Kerk Saint-Philippe |
| Raadhuis | 1877               |              |                                                    | 50° 11' 47" NB, 4° 32' 33" OL | 93056-CLT-0002-01 Info | Raadhuis |
| Ruïnes van feodaal kasteel van Fagnolles |                    | Fagnolle     |                                                    | 50° 6' 34" NB, 4° 33' 56" OL  | 93056-CLT-0003-01 Info | Ruïnes van feodaal kasteel van Fagnolles |
| Ensemble, bestaande uit ruïnes feodaal kasteel van Fagnolles, het poortgebouw en de omliggende terreinen |                    | Fagnolle     |                                                    | 50° 6' 33" NB, 4° 33' 53" OL  | 93056-CLT-0004-01 Info | Ensemble, bestaande uit ruïnes feodaal kasteel van Fagnolles, het poortgebouw en de omliggende terreinen |
| Ruïnes van feodaal kasteel van Fagnolles: het poortgebouw, de buitenmuren en binnenmuren van de gracht, torentjes en de twee kolommen aan weerszijden van de ingang buiten het kasteel en het ensemble van de ruïnes van het kasteel en de omliggende terreinen |                    | Fagnolle     |                                                    | 50° 6' 33" NB, 4° 33' 57" OL  | 93056-CLT-0005-01 Info | Ruïnes van feodaal kasteel van Fagnolles: het poortgebouw, de buitenmuren en binnenmuren van de gracht, torentjes en de twee kolommen aan weerszijden van de ingang buiten het kasteel en het ensemble van de ruïnes van het kasteel en de omliggende terreinen |
| Pastorie, voormalige huis van de baljuw |                    |              | rue du Bailli n°18                                 | 50° 6' 20" NB, 4° 34' 22" OL  | 93056-CLT-0006-01 Info | Pastorie, voormalige huis van de baljuw |
| Kasteelhoeve |                    | Roly         | place de Roly n°8                                  | 50° 8' 5" NB, 4° 32' 16" OL   | 93056-CLT-0008-01 Info | Kasteelhoeve |
| Kerk Saint-Denis |                    |              |                                                    | 50° 8' 8" NB, 4° 32' 23" OL   | 93056-CLT-0009-01 Info | Kerk Saint-Denis |
| Kapel Saint-Médard uit de 17e eeuw |                    | Samart       | Samart                                             | 50° 10' 40" NB, 4° 32' 4" OL  | 93056-CLT-0010-01 Info | Kapel Saint-Médard uit de 17e eeuw |
| Kasteel van Samart: gevels, daken en interieur, en bijgebouwen: gevels en daken. |                    |              |                                                    | 50° 10' 41" NB, 4° 32' 5" OL  | 93056-CLT-0011-01 Info | Kasteel van Samart: gevels, daken en interieur, en bijgebouwen: gevels en daken. |
| Kasteel van Samart: noordelijke en oostelijke bijgebouwen (gevels en daken) en de omliggende muur ten noorden en oosten, en het ensemble van deze constructies en de omliggende terreinen                                                                       |                    |              |                                                    | 50° 10' 42" NB, 4° 32' 7" OL  | 93056-CLT-0013-01 Info | Kasteel van Samart: noordelijke en oostelijke bijgebouwen (gevels en daken) en de omliggende muur ten noorden en oosten, en het ensemble van deze constructies en de omliggende terreinen                                                                       |
| Steen "Aux Sacrifices" en zijn omgeving, op een plaats genaamd "Tienne des Fagnes" |                    |              |                                                    | 50° 6' 32" NB, 4° 35' 13" OL  | 93056-CLT-0014-01 Info | |
| Bos van Marmont |                    |              |                                                    | 50° 10' 25" NB, 4° 40' 8" OL  | 93056-CLT-0015-01 Info | |
| Kasteelhoeve met kleine toren met schietgaten aan de linkerkant van de hoofdingang |                    |              |                                                    | 50° 10' 27" NB, 4° 31' 16" OL | 93056-CLT-0016-01 Info | Kasteelhoeve met kleine toren met schietgaten aan de linkerkant van de hoofdingang |
| "Caserne des Fours": gevels, daken en bekleding en het ensemble van de Caserne en de interne omloop |                    |              |                                                    | 50° 11' 43" NB, 4° 32' 39" OL | 93056-CLT-0017-01 Info | |
| De wallen van het dorp Sautour en de gebouwen gelegen daarbinnen, instelling beschermingszone |                    |              |                                                    | 50° 10' 12" NB, 4° 33' 27" OL | 93056-CLT-0018-01 Info | |
| Ruïnes van de muren van Sautour en poort bekend als Romeinse poort |                    |              |                                                    | 50° 10' 16" NB, 4° 33' 33" OL | 93056-CLT-0019-01 Info | |
| Kapel Notre-Dame des Remparts |                    |              |                                                    | 50° 11' 51" NB, 4° 32' 53" OL | 93056-CLT-0022-01 Info | |
| Wasplaats en het ensemble van de wasplaats met de omliggende terreinen |                    |              | rue de Fagnolle                                    | 50° 6' 16" NB, 4° 34' 3" OL   | 93056-CLT-0024-01 Info | Wasplaats en het ensemble van de wasplaats met de omliggende terreinen |
| Kerk Saint-Martin en muren van de begraafplaats, en het ensemble van de kerk en diens omgeving, uitgezonderd de garage aan parcelle n° 173 B, en een gedeelte van de rue de Fagnolle, rue de la Foire en rue du Bailli                                          |                    | Fagnolle     |                                                    | 50° 6' 18" NB, 4° 34' 13" OL  | 93056-CLT-0025-01 Info | Kerk Saint-Martin en muren van de begraafplaats, en het ensemble van de kerk en diens omgeving, uitgezonderd de garage aan parcelle n° 173 B, en een gedeelte van de rue de Fagnolle, rue de la Foire en rue du Bailli                                          |
| Het standbeeld van koningin Louise-Marie |                    |              | place d'Armes                                      | 50° 11' 46" NB, 4° 32' 37" OL | 93056-CLT-0028-01 Info | |
| Oude ziekenhuis van de kazerne: gevels en daken |                    |              | rue de l'Hôpital n°6                               | 50° 11' 49" NB, 4° 32' 38" OL | 93056-CLT-0029-01 Info | |
| Boerderij van Vieux-Sautour: gevels en daken, en de omringende muren |                    |              |                                                    | 50° 9' 57" NB, 4° 34' 30" OL  | 93056-CLT-0030-01 Info | |
| Infanteriekazerne grenzend aan de binnenplaats van de Cavaliers en oprichting van een beschermingsgebied |                    |              |                                                    | 50° 11' 43" NB, 4° 32' 32" OL | 93056-CLT-0031-01 Info | |
| Pomp |                    |              | rue du Quartier Brûlé                              | 50° 11' 45" NB, 4° 32' 25" OL | 93056-CLT-0032-01 Info | |
| Huizen: gevels en daken |                    |              | rue de France n°s 17, 19, 21, 23, 25, 27, 29 en 31 | 50° 11' 46" NB, 4° 32' 26" OL | 93056-CLT-0034-01 Info | |
| Totaliteit van de kerk Saint-Jean Baptiste |                    |              |                                                    | 50° 10' 28" NB, 4° 31' 17" OL | 93056-CLT-0035-01 Info | |
| Archeologische resten op een plaats genaamd "Les Machenées" en het ensemble van de plek en de omliggende terreinen. Oprichting van een beschermingszone. |                    |              |                                                    | 50° 11' 1" NB, 4° 31' 14" OL  | 93056-CLT-0036-01 Info | |
| Dorp Roly |                    | Roly         |                                                    | 50° 8' 10" NB, 4° 32' 23" OL  | 93056-CLT-0039-01 Info | Dorp Roly |